# Victrix griseola
Victrix griseola là một loài bướm đêm trong họ Noctuidae.